# Rulah
Rulah déesse de la jungle est un personnage de fiction et un tarzanide féminin publiée dans les comic books du Fox Feature Syndicate. Créée par un scénariste non crédité et le dessinateur Matt Baker, elle apparaît pour la première fois dans Zoot Comics #7 de juin 1947. Les dessinateurs Jack Kamen et Graham Ingels ont dessiné quelques couvertures mais c'est uniquement Matt Baker qui est le dessinateur de ses aventures. Pour le Comics Buyer's Guide, en 2011, Rulah est classée 79e dans la liste des 100 Sexiest Women in Comics. 